# Калобје
Калобје (словен. Kalobje) је насељено место у општини Шентјур, Савињска регија, Словенија.

## Историја
До територијалне реорганизације у Словенији било су у саставу старе општине Шентјур при Цељу.

## Становништво
У попису становништва из 2011. године, Калобје је имало 70 становника.
| Број становника према пописима | Број становника према пописима | Број становника према пописима |
| ------------------------------ | ------------------------------ | ------------------------------ |
| 1991                           | 2002                           | 2011                           |
| 75                             | 72                             | 70                             |